# Mars Audiac Quintet
Mars Audiac Quintet è il terzo album discografico in studio del gruppo musicale inglese Stereolab, pubblicato nel 1994.

## Tracce
1. Three-Dee Melodie – 5:02
2. Wow and Flutter – 3:08
3. Transona Five – 5:32
4. Des Étoiles Électroniques – 3:20
5. Ping Pong – 3:02
6. Anamorphose – 7:33
7. Three Longers Later – 3:28
8. Nihilist Assault Group – 6:55
9. International Colouring Contest – 3:47
10. The Stars Our Destination – 2:58
11. Transporté Sans Bouger – 4:20
12. L'Enfer des Formes – 3:53
13. Outer Accelerator – 5:21
14. New Orthophony – 4:34
15. Fiery Yellow – 4:04

## Formazione
- Lætitia Sadier - voce, chitarra, organo vox, moog, tamburello
- Tim Gane - chitarra, organo vox, moog, percussioni
- Sean O'Hagan - chitarra, organo vox e farfisa
- Andy Ramsay - batteria
- Mary Hansen - voce, chitarra, tamburello
- Duncan Brown - chitarra, basso, cori
- Katherine Gifford - tastiere